# Hahnia lehtineni
Hahnia lehtineni là một loài nhện trong họ Hahniidae.
Loài này thuộc chi Hahnia. Hahnia lehtineni được Paolo Marcello Brignoli miêu tả năm 1978.